# Sebastian Gryphius

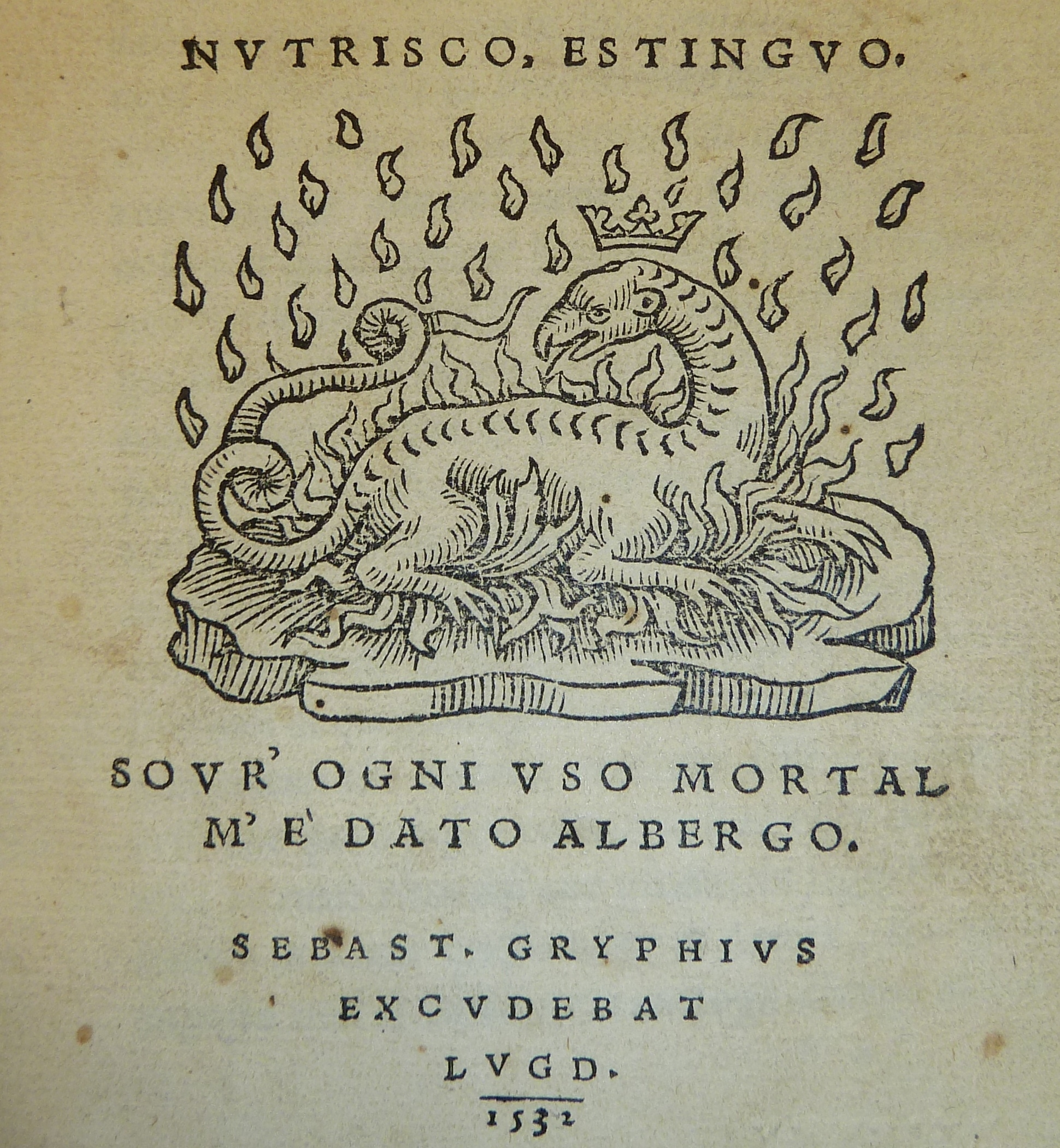
Wizerunek Gryfa z 1552 roku. Gryf pojawiał się na stronach tytułowych dzieł publikowanych i drukowanych w drukarni Sebastiana Gryphiusa

Sebastian Gryphius (fr. Sébastien Gryphe; ur. ok. 1493 w Reutlingen, zm. 1556 w Lyonie) – niemiecki humanista i drukarz.
Urodził się w Reutlingen, jako syn Michaela Greyffa (Greif, Gryff, Gryph). Około 1520 roku osiedlił się w Lyonie we Francji, gdzie założył własne wydawnictwo i drukarnię. Początkowo publikował głównie prace z zakresu prawa i administracji, następnie zajął się klasyką łacińską. Promował lokalną kulturę humanistyczną. W latach czterdziestych XVI wieku był już powszechnie szanowany jako drukarz, a jego książki, z charakterystycznym gryfem na stronie tytułowej, były cenione za czysty układ i dokładność. 